# يورغ مولر (سائق سيارة سباق)
يورغ مولر (بالألمانية: Jörg Müller)‏ هو سائق سيارة سباق ألماني، ولد في 3 سبتمبر 1969 في كيركراده في هولندا.

## وصلات خارجية
- يورغ مولر على موقع Racing-Reference.info (الإنجليزية)
- يورغ مولر على موقع DriverDB.com (الإنجليزية)